# 多纳扎克
多纳扎克（法語：Donazac，法語發音：[dɔnazak] ⓘ）是法国奥德省的一个市镇，属于利穆区。

## 地理
多纳扎克（43°4'39"N, 2°7'9"E）面积5.06 平方千米，位于法国奧克西塔尼大區奥德省，该省份为法国南部沿海省份，北起塔恩省，西北接上加龙省，西接阿列日省，南至东比利牛斯省，东临地中海，东北与埃罗省接壤。
与多纳扎克接壤的市镇（或旧市镇、城区）包括：阿莱涅、卢皮亚、波利涅、鲁捷。

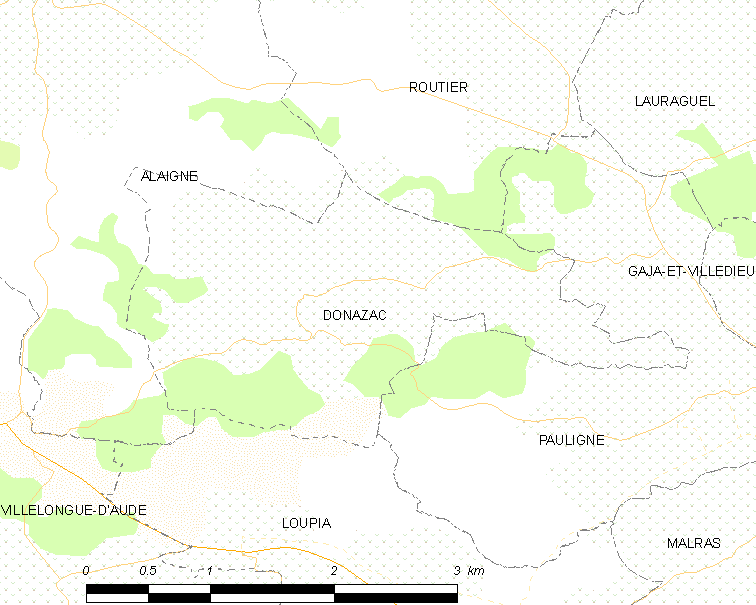
多纳扎克的OSM定位图

多纳扎克的时区为UTC+01:00、UTC+02:00（夏令时）。

## 行政
多纳扎克的邮政编码为11240，INSEE市镇编码为11121。

## 政治
多纳扎克所属的省级选区为拉皮耶日欧拉泽斯县。

## 人口

1962-2008年间多纳扎克人口变化图示

多纳扎克于2022年1月1日时的人口数量为111人。